# Rafa Huertas
Rafael Huertas Navajas. (Córdoba, 2 de agosto de 1984) es un jugador español de baloncesto profesional, que ocupa la posición de escolta en el Club Baloncesto Benidorm de la Liga EBA. Anunció su retirada en 2021, tras jugar en el HLA Alicante de la Liga LEB Oro y en agosto de 2023 regresó a las canchas con 39 años.

## Trayectoria deportiva
Es un jugador de baloncesto profesional con un amplio conocimiento del baloncesto español, tras defender los colores de Melilla, Cáceres, Montilla, Alicante, Burgos, Ourense, Palma, Palencia o Lugo. Además, el jugador cuenta con experiencia ACB en las filas de Menorca Basquet y GBC. 
En la temporada 2017-18 en Liga LEB con Iberostar Palma promedió unos excelentes 11,1 puntos por partido.
En octubre de 2018, llega a Bilbao Basket para sustituir al lesionado Osvaldas Matulionis tras comenzar la temporada en Francia, en las filas del Brissac Aubance Basket de la Nationale Masculine 1. Al final de la temporada, el conjunto vasco lograría ascenso a la Liga ACB.
En verano de 2019, se compromete con el recién ascendido CB Almansa para jugar en la Liga LEB Oro. En Almansa disputó 24 partidos con una media de 4,8 puntos y 2,3 de valoración.
En agosto de 2020, regresa ocho temporadas después al Club Baloncesto Lucentum Alicante de la Liga LEB Oro.
Al término de la temporada 2020-21, con 36 años pone fin a su etapa como jugador con más de 500 partidos en categorías FEB.
En agosto de 2023, anuncia su regreso a las canchas para jugar en el Club Baloncesto Benidorm de la Liga EBA.

## Clubs
- 1992-95. Club El Candado. Categorías inferiores
- 1996-04. Categorías inferiores Unicaja Málaga
- 2004-05. Cáceres CB. LEB.
- 2005-06. Temaser Montilla. EBA.
- 2006-07. Cibo Llíria. LEB 2.
- 2007-10. Melilla Baloncesto. LEB Oro.
- 2010-11. Menorca Bàsquet. ACB.
- 2011-12. Autocid Burgos. LEB Oro.
- 2012-13  Lucentum Alicante. LEB Oro
- 2013-14  Club Ourense Baloncesto. LEB Oro
- 2014  Club Deportivo Maristas Palencia. LEB Oro
- 2014-15 Gipuzkoa Basket. Liga ACB
- 2015-16 San Pablo Inmobiliaria Burgos. LEB Oro
- 2016-17 Club Baloncesto Breogán. LEB Oro
- 2017-18 Iberostar Palma
- 2018 Brissac Aubance Basket. Nationale Masculine 1
- 2018-19 Bilbao Basket. LEB Oro
- 2019-20 CB Almansa. LEB Oro
- 2020-21 HLA Alicante. LEB Oro
- 2023-actualidad Club Baloncesto Benidorm. Liga EBA.

## Palmarés
- 2012. Subcampeón de la Copa Príncipe con el Club Baloncesto Atapuerca.
- 2010.Campeón de la Copa Príncipe con el Melilla Baloncesto.
- 2001-02. Subcampeón de la liga ACB con el Unicaja Málaga.